# Mepachymerus ensifer
Mepachymerus ensifer är en tvåvingeart som först beskrevs av Thomson 1869.  Mepachymerus ensifer ingår i släktet Mepachymerus och familjen fritflugor. Inga underarter finns listade i Catalogue of Life.